# Cour suprême du New Jersey
Pour les articles homonymes, voir Cour suprême.

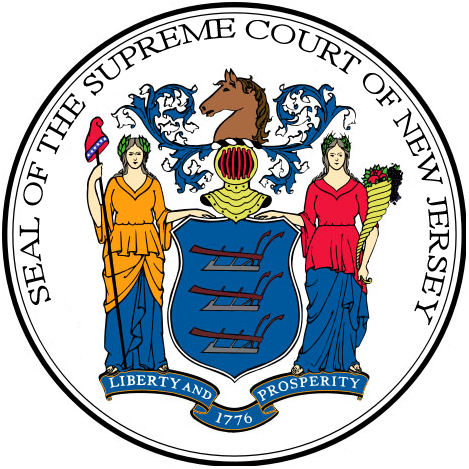
Seal of the Supreme Court of New Jersey

La cour suprême du New Jersey est la plus haute cour de l'État du New Jersey aux États-Unis d'Amérique. 
Elle a existé sous trois constitutions différentes depuis l'indépendance de cet État en 1776, mais fut considérée comme une Cour intermédiaire sous la constitution de 1947.
Sous sa forme actuelle, la Cour suprême du New Jersey est la plus haute autorité judiciaire du New Jersey, et a le pouvoir de prononcer une décision judiciaire finale et définitive, quel que soit le procès en cours. 